# Роща (Шалинський міський округ)
Ро́ща (рос. Роща) — село у складі Шалинського міського округу Свердловської області.
Населення — 677 осіб (2010, 687 2002).
Національний склад станом на 2002 рік: росіяни — 97 %.
Стара назва — Великі Урми.